# Комитет
Комитет (на латински: comitatus – компания, дружество) е:
1. Изборен орган за ръководене на някаква дейност.
2. Държавно учреждение за ръководене на стопански отрасли или културна дейност с ранг под или равен на министерство.
3. Революционна единица, действала до Освобождението в България, представлявала тайно обединение за борба срещу Османската империя.

## Произход
В древността комитат (comitatus) е въоръжен ескорт или слуга, особено в контекста на германската воинска култура за военен отряд, обвързан с лидера чрез клетва за вярност. Комитатенси (comitatenses) са наричани военните части от полевите армии на късната Римска империя.

## Примери
- Американски благотворителен комитет на приятелите (American Friends Service Committee, AFSC) – религиозно квакерско общество
- Антиционистки комитет на съветската общественост – (Антисионистский комитет советской общественности, АКСО) – съветска обществена организация, противопоставяша се на ционизма, съществувала от 24 март 1983 до октомври 1994 г.
- Базелски комитет за банков надзор – организация за банков надзор, създадена от управителите на централните банки на страните от Групата на десетте (G10) през 1974 г.
- Балкански комитет в Лондон (Balkan Committee in London) – обществена организация, създадена 1903 г. с цел да информира британското общество за проблемите на Балканите и Македонския въпрос
- Берски революционен комитет (Εθνικό Κομιτάτο Βέρροιας) – подразделение на Гръцката въоръжена пропаганда в Македония, съществувало в периода 1903 – 1912 г.
- Българо-турски революционен комитет – българо-турска революционна организация в Македония, подчинена на ВМОРО, създадена в 1913 г.
- Българомакедонски централен революционен комитет „Искра“ – българска революционна организация, основана в Русе през март 1885 г.
- Български акционни комитети – патриотични организации на българите в Македония, съществували през 1941 г.
- Български Македоно-Одрински революционни комитети – първоначално наименование на ВМОРО
- Български национален комитет – политическа организация на български емигранти, съществувала от 40-те до 90-те години на XX век
- Български национален комитет за география – българска неправителствена организация, учредена на 24 декември 1936
- Български олимпийски комитет – българска неправителствена спортна организация
- Български таен централен революционен комитет – българска революционна организация, създадена в Пловдив на 10 февруари 1885
- Български революционен централен комитет – организация на българското националнореволюционно движение, създадена в Букурещ, Румъния
- Български хелзинкски комитет – българска неправителствена организация за защита на правата на човека
- Върховен комитет за физическа култура и спорт – държавна институция в България с ранг на министерство (до 1971 г.), съществувала в периода 1947 – 1976 г.
- Върховен македоно-одрински комитет – ръководният орган на МОО
- Гюргевски революционен комитет – българска революционна организация, създадена през есента на 1875 г. в Гюргево
- Държавен комитет за битови услуги – държавна институция в България, пряко подчинена на Министерския съвет, но без ранг на министерство, създадена през 1968 г.
- Държавен комитет за наука и технически прогрес – държавна институция в Българи с ранг на министерство, съществувала в периода 1959 – 1987 г.
- Държавен комитет за планиране – държавна институция в България с ранг на министерство (след 1946 г.), съществувала в периода 1945 – 1987 г.
- Държавен комитет за строителство и архитектура – държавна институция в България, съществувала в периода 1955 – 1959 г.
- Държавен комитет на отбраната – държавна институция в България, съществувала в периодите 1952 – 1953 г. и 1957 – 1990 г.
- Държавен статистически комитет (Dövlət Statistika Komitəsi) – държавна институция в Азербайджан, основана на 18 февруари 1994
- Европейски комитет за стандартизация (Comité Européen de Normalisation, CEN) – международна организация с нестопанска цел със седалище в Брюксел, създадена през 1961 г.
- Европейски комитет на регионите – асамблея на представителите на местните и регионалните власти в Европейския съюз
- Европейски икономически и социален комитет – структура в рамките на Европейския съюз
- Инициативен комитет за свикване на АСНОМ (Иницијативен одбор за свикување на АСНОМ) – политически орган на комунистически дейци от Вардарска Македония
- Комитет „Единство“ – организация, подпомагаща българите в Тракия и Македония, останали в рамките на Османската империя
- Комитет „Труд“ – български таен революционен комитет, съществувал от 1896 до 1899 г. в Кюстендил като помощна организация на ВМОРО
- Комитет 300 – предполагаема тайна организация, управляваща света
- Комитет за държавен и народен контрол – държавна институция в България, съществувала в периода 1947 – 1990 г.
- Комитет за държавна сигурност (Комите́т госуда́рственной безопа́сности, КГБ) – основната служба за сигурност и разузнаване в СССР от 13 март 1954 до 6 ноември 1991
- Комитет за единство и напредък – политическа партия в Османската империя, съществувала от 1889 до 1918 г.
- Комитет за култура и изкуство – държавна институция в България с ранг на министерство, съществувала под различни имена в периода 1963 – 1990 г.
- Комитет за наука, изкуство и култура – държавна институция в България с ранг на министерство, съществувала в периода 1947 – 1954 г.
- Комитет за обща безопасност (Comité De Sûreté Générale) – правителствен орган по време на Френската революция
- Комитет за обществено спасение (Comité de salut public) – комисия във Франция, съществувала от 6 април 1793 до 26 октомври 1795 по време на Френската революция, явяваща се де факто правителство на страната
- Комитет за световно наследство (World Heritage Committee) – орган на ЮНЕСКО
- Комитет за скептични изследвания (Committee for Skeptical Inquiry) – американска неправителствена организация
- Комитет за телевизия и радио – държавна институция в България с ранг на министерство, съществувала до 1990 г.
- Комитет на дезертьорите – организация, създадена от ВМОРО в 1914 г. във Велес, прехвърляла към България дезертирали от сръбската армия българи след избухването на ПСВ
- Комитет на постоянните представители – помощна организация към Съвета на Европейския съюз
- Комитет по качество, стандартизация и метрология – националният орган по стандартизация в България, съществувал под различни имена в периода 1970 – 1999 г.
- Комитет по лека и хранителна промишленост – държавна институция в България, съществувала в периода 1962 – 1963 г.
- Комитет по лека промишленост – държавна институция в България, съществувала в периода 1963 – 1966 г.
- Комитет по машиностроене – държавна институция в България, съществувала в периода 1962 – 1966 г.
- Комитет по пощи и далекосъобщения – държавна институция в България, съществувала в периода 1992 – 1998 г.
- Комитет по промишлеността – държавна институция в България с ранг на министерство, съществувала в периода 1959 – 1962 г.
- Комитет по промишлеността и техническия прогрес – държавна институция в България с ранг на министерство, съществувала за кратко през 1959 г.
- Комитет по стандартизация на сръбския език (Одбор за стандардизацију српског језика) – сръбски лингвистичен институт, основан на 12 декември 1997 в Белград
- Комитет по статистика на Министерството на националната икономика на Република Казахстан – държавна институция в Казахстан, основана на 31 декември 2004
- Комитет по съобщения и информатика – държавна институция в България, съществувала до 1992 г.
- Комитет по туризма – държавна институция в България, предшественик на Държавната агенция по туризъм
- Комитет по хранителна промишленост – държавна институция в България, съществувала в периода 1963 – 1966 г.
- Комитет по цените – държавна институция в България, съществувала в периодите 1968 – 1976 г. и 1986 – 1988 г.
- Координационен комитет за контрол на износа (Coordinating Committee for Multilateral Export Controls, COCOM) – историческа международна организация със седалище в Париж, създадена от страните от Западния блок през 1949 г. за контрол на износа в страните от СИВ
- Корейски комитет за космически технологии – държавната космическа агенция на Северна Корея, основана през 80-те години на XX век
- Ловешки частен революционен комитет – част от структурата на Вътрешната революционна организация, създадена от Васил Левски
- Македонски комитет – няколко организации с това име:
  - Македонски комитет (Μακεδονική εταιρεία) – гръцка революционна организация, създадена през януари 1878 г.
  - Македонски комитет – българска разколническа организация, претендираща, че е истинският управленски орган на ВМОК и МОО, съществувала от 15 декември 1895 до 11 март 1896
  - Македонски комитет (Μακεδονικό Κομιτάτο) – гръцка революционна организация, създадена на 22 май 1904 в Атина, Гърция
- Македонски таен революционен комитет – лява анархо-терористична организация на български студенти от края на XIX век
- Малкотърновски таен революционен комитет „Странджа“ в Малко Търново
- Международен комитет за тих шах – международна организация, провеждаща първенства по шахмат за хора с увреден слух
- Международен комитет на Червения кръст – международно хуманитарно движение
- Международен комитет по мерки и теглилки (Comité International des Poids et Mesures, CIPM) – международна организация, учредена в съответствие с Метричната конвенция
- Международен координационен комитет на националните институции за правата на човека (International Coordinating Committee, ICC) – неправителствена организация, координираща националните институции за насърчаване и защита правата на човека
- Международен олимпийски комитет (International Olympic Committee) – международна неправителствена спортна организация
- Национален комитет на македонските братства – ръководният орган на Съюза на македонските емигрантски организации
- Национален младежки комитет на ВМРО – официалната национална младежка организация на партия „ВМРО – Българско национално движение“
- Обществен комитет за екологична защита на Русе – първата от създадените в края на 80-те години на XX век неформални дисидентски групи в България
- Общонароден комитет за защита на националните интереси – българска националистическа политическа партия, създадена на 7 януари 1990
- Одрински окръжен революционен комитет – част от структурата на ВМОРО
- Олимпийски комитет на Северна Македония – северномакедонска неправителствена спортна организация
- Орханийски частен революционен комитет – част от структурата на Вътрешната революционна организация, създадена от Васил Левски
- Покраински комитет на Македония – областната комунистическа организация във Вардарска Македония от 1939 до 1943 г.
- Политически комитет за национално освобождение (Πολιτική Επιτροπή Εθνικής Απελευθέρωσης, ΠΕΕΑ) – временно гръцко правителство в края на ВСВ
- Полски комитет за национално освобождение (Polski Komitet Wyzwolenia Narodowego) – просъветско временно правителство в Полша в края на ВСВ
- Поморавски научен комитет – българска научна организация, създадена през 1917 г.
- Постоянен комитет на Източна Румелия – институция с контролни и законодателни функции, определени от Органическия устав на Източна Румелия
- Постоянен комитет на Политбюро на ЦК на ККП – ръководният орган на Политбюро на ЦК на ККП
- Руски национален комитет за тихоокеанско икономическо сътрудничество – организация, представляваща Руската федерация в азиатските тихоокеански международни организации, действащи извън ООН
- Славянски благотворителен комитет – обществена организация в Руската империя, съществувала в периода 1858 – 1917 г.
- Сърбомакедонски комитет – сръбска националистическа организация, създадена 1905 г.
- Таен македонски комитет – сдружение на македонски студенти в София
- Таен централен български комитет – емигрантска политическа организация, създадена в Букурещ, Румъния, през пролетта на 1866 г.
- Трако-славяно-български комитет – организация на българите в новообразуваното Кралство Гърция, учредена през 1843 г. в Атина
- Хелзинкски комитет за защита правата и свободите на българите в Сърбия – българска правозащитна неправителствена организация, регистрирана в Югославия през 1997 г.
- Цариградски революционен комитет – организация на ВМОРО, основана в Цариград през 1894 г.
- Централен комитет на БКП – висшият ръководен орган на Българската комунистическа партия
- Централен комитет на ВМОРО и ВМРО – ръководният орган на ВМОРО и ВМРО
- Централен комитет на ККП – висшият ръководен орган на Китайската комунистическа партия
- Централен комитет на Съюза на комунистите на Македония – висшият ръководен орган на СКМ
- Централен комитет на ЮКП (Централни комитет Савеза комуниста Југославије) – висшият ръководен орган на Югославската комунистическа партия
- Централен македонобългарски комитет – въоръжено опълчение на българите в Егейска Македония, създадено по време на окупацията на Гърция през ВСВ
- Шуменски частен революционен комитет – част от структурата на Вътрешната революционна организация, създадена от Васил Левски